# Fune o Amu
Fune o Amu é um filme de drama japonês de 2013 dirigido e escrito por Yuya Ishii. Foi selecionado como representante do Japão à edição do Oscar 2014, organizada pela Academia de Artes e Ciências Cinematográficas.

## Elenco
- Ryuhei Matsuda - Mitsuya Majime
- Aoi Miyazaki - Kaguya Hayashi
- Joe Odagiri - Masashi Nishioka
- Kaoru Kobayashi - Kohei Araki
- Go Kato - Tomosuke Matsumoto
- Haru Kuroki - Midori Kishibe
- Misako Watanabe - Take
- Chizuru Ikewaki - Remi Miyoshi
- Shingo Tsurumi - Murakoshi